# 校董會
學校董事會（簡稱校董會）是以有限公司、基金會或者社團等方式運作，是一間學校或者一批學校的最高權力核心，學校及該辦學團體的宏觀決策者。學校成立之時，理論上校董會是創業者，他們出資本，辦教育事業，多被封為教育家。
在香港，官立學校或津貼學校的營運資金全部或絕大部分由政府提供的，有些辦學團體透過辦津貼學校宣傳自己的宗教，甚至牟利，例子有金禧事件，亦曾有教會學校被指辦學牟利被政府收回辦學權。
法團校董會包括辦學團體校董、校長、教師校董、家長校董、校友校董和獨立校董。

## 外部鏈接
- 香港校董會 （页面存档备份，存于）